# تروکونی مانزو
تروکونی مانزو (به ژاپنی: 照國 万蔵) کُشتی‌گیر سوموی اهل استان آکیتا در کشور ژاپن است که سی‌وهشتمین کشتی‌گیر دارای رتبهٔ یوکوزونا محسوب می‌شود. وی در سال ۱۹۴۲ میلادی به این مرتبه ارتقا یافت و در سال ۱۹۵۳ میلادی بازنشست شد. تروکونی مانزو توانست ۲ بار قهرمان (یوشو) مسابقات سومو شود.